# Orebice
Orebice jsou rodem hrabavých ptáků z čeledi bažantovitých.

## Popis
Jedná se o zavalité ptáky střední velikosti, s krátkým, ale silným zobákem. Délka je kolem 35 cm, váha do 1 kg. Základní zbarvení na zádech, břiše a hlavě je šedé až šedohnědé. Hrdlo je bílé, obepnuté výrazným černým pruhem. Na bocích jsou černobílé letky.
Orebice jsou monogamní, vytvářejí hnízdní páry. Samice snáší 8–12 vajec, z nichž se po zhruba 23 dnech líhnou malá ptáčata. Po skončení hnízdění se orebice na zbytek roku seskupují do hejn o řádově desítkách jedinců.

## Rozšíření
Orebice se vyskytují v jižní Evropě, severní Africe a v pásu Asie od Turecka a předního Východu přes stepi a horské oblasti centrální Asie až ke Žlutému moři. Výskyt ve Velké Británii není původní, orebice rudá (Alectoris rufa), sem byla introdukována. Dva druhy se také izolovaně vyskytují v jižní části Arabského poloostrova.

## Druhy

Rozšíření jednotlivých druhů orebic

Je uznáváno celkem sedm recentních druhů orebic.
- orebice berberská (Alectoris barbara)
- orebice čukar (Alectoris chukar)
- orebice horská (Alectoris graeca)
- orebice čínská (Alectoris magna)
- orebice černohlavá (Alectoris melanocephala)
- orebice Philbyova (Alectoris philbyi)
- orebice rudá (Alectoris rufa)